# Gavin Noble
Gavin Noble (Enniskillen, 9 de abril de 1981) é um triatleta profissional irlandês.

## Carreira
Gavin Noble competidor do ITU World Triathlon Series, disputou os Jogos de Londres 2012, ficando em 31º.